# TNPL Pugalur
TNPL Pugalur (o Pugalur, Punjai) è una suddivisione dell'India, classificata come town panchayat, di 5.880 abitanti, situata nel distretto di Karur, nello stato federato del Tamil Nadu. In base al numero di abitanti la città rientra nella classe V (da 5.000 a 9.999 persone). La sigla TNPL sta per Tamilnadu Newsprint & Papers Limited, un'industria cartaria che ha qui un impianto di fabbricazione.

## Geografia fisica
La città è situata a 11° 4' 60 N e 78° 1' 0 E e ha un'altitudine di 125 m s.l.m..

## Società

### Evoluzione demografica
Al censimento del 2001 la popolazione di TNPL Pugalur assommava a 5.880 persone, delle quali 3.025 maschi e 2.855 femmine. I bambini di età inferiore o uguale ai sei anni assommavano a 474, dei quali 238 maschi e 236 femmine. Infine, coloro che erano in grado di saper almeno leggere e scrivere erano 4.220, dei quali 2.389 maschi e 1.831 femmine.